# Orde van Berthold de Eerste van Zähringen

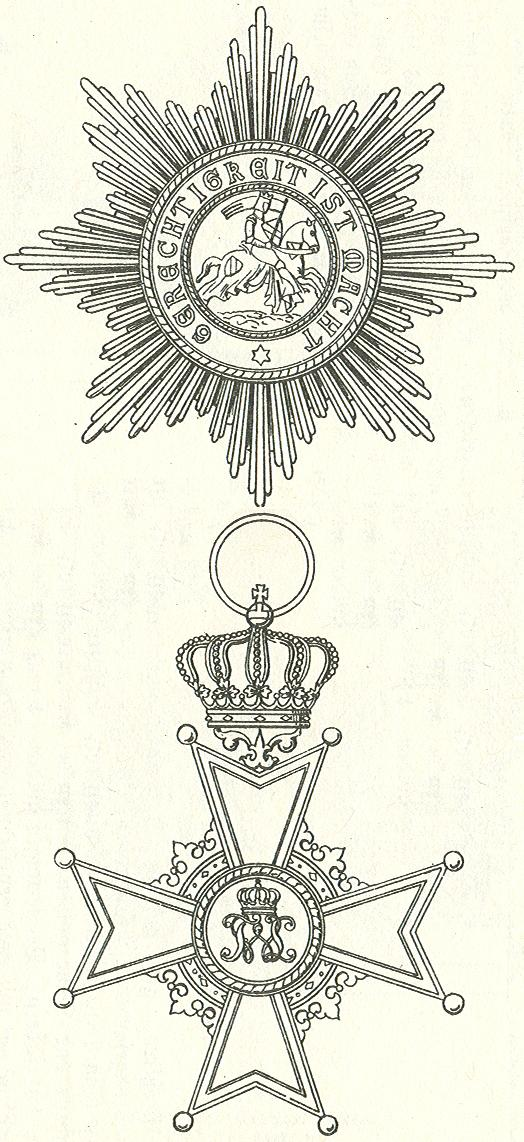
Ster en Grootkruis van de Orde van Berthold I.

De Orde van Berthold de Eerste van Zähringen (Duits: "Orden Berthold I. Von Zähringen") werd op 29 april 1877 door groothertog Frederik I van Baden ingesteld en is de hoogste klasse van de al in 1812 ingestelde Orde van de Leeuw van Zähringen. De onderscheiding was vooral voor Vorsten en leden van de Groothertogelijke familie van Baden gedacht.
Het juweel en de ster van de Orde van Berthold de Eerste wijken sterk af van de kleinoden van de Orde van de Leeuw van Zähringen. Op de ster is een geharnaste ridder te paard afgebeeld. Rond het medaillon staat het motto " GERECHTIGKEIT IST MACHT" (Duits:" Gerechtigheid is macht").

Het opvallend grote en zware kleinood is een wit kruis onder een gouden kroon. In de armen van het kruis zijn vier kleine kronen met ieder drie lelies aangebracht. Op het medaillon is een gekroond monogram afgebeeld.

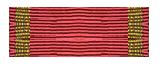
Het lint van de Orde.

Het lint, een grootlint, was rood met twee bewerkte gouden strepen en werd over de rechterschouder gedragen.
Op 9 september 1896 werd de Orde in een statuutwijziging van de Orde van de Leeuw van Zähringen gescheiden en omgedoopt in Orde van Berthold de Eerste.
De Orde was als een "grote orde" met alleen Grootkruisen begonnen. In de loop der jaren werd het aantal graden uitgebreid. Zo kwam het tot
- Grootkruisen met briljanten
- Grootkruisen met zwaarden
- Grootkruisen
- Commandeurs der Eerste Klasse met Zwaarden
- 73 Commandeurs der Eerste Klasse
- 3 Commandeurs met ster[1]
- 94 Commandeurs
- Ridders met zwaarden
- Ridders

De keten met 28 gouden schakels werd tussen 1896 en 1918 vijftien maal toegekend. Er werden in de Eerste Wereldoorlog dertien aan een lint op de borst te dragen ridderkruisen met zwaarden verleend.

De Orde werd in 1918 na de abdicatie van de laatste Groothertog afgeschaft.

## Voetnoten
1. ↑  volgens Volle.
2. 1 2  26e Veilingcatalogus Andreas Thies in 2007, hij citeert Volle.

Huisorde van de Trouw · 
Militaire Karl-Friedrich-Verdienstorde · 
Orde van Berthold de Eerste ·
Orde van Berthold de Eerste van Zähringen · 
Orde van de Leeuw van Zähringen ·
Herinneringskruis voor de Veldtocht van 1870/71
Zie ook: Ridderorden in Baden · Onderscheidingen in Baden